# 제3회 전국동시지방선거 동두천시의회
다음은 제3회 전국동시지방선거의 동두천시의회의원 선거결과를 정리한 문서이다. 해당 선거에서 동두천시의회는 지역구의원 7명을 선출했다.

## 지역구 선거 결과
|  | 52.50% |

|  | 47.49% |

|  | 58.15% |

|  | 41.84% |

|  | 39.22% |

|  | 34.63% |

|  | 26.14% |

| 제3회 전국동시지방선거보산동 선거구 |        |        |        |        |      |      |  |
|                                     |        |        |        |        |      |      |  |
| 후보                                | 후보   | 정당   | 득표   | 득표율 | 당락 | 비고 |  |
|                                     | 형남선 | 무소속 | 무투표 | 무투표 | 당선 |      |  |
| 합계                                | 합계   | 합계   | 0표    |        |      |      |  |

|  | 48.10% |

|  | 26.40% |

|  | 25.49% |

|  | 55.36% |

|  | 44.63% |

|  | 36.21% |

|  | 36.21% |

|  | 27.57% |

동두천시 상패동 선거구에 출마한 문옥희 후보와 이수하 후보가 나란히 1,162표를 얻었지만 공직선거법상 연장자 당선 규정에 따라 문옥희 후보가 당선되었으며 이수하 후보는 낙선했다.